# Sporting News
Sporting News (chiamato anche The Sporting News o TSN) è un portale web sportivo statunitense ed ex rivista cartacea. La testata giornalistica, fondata nel 1886, divenne il periodico dominante negli Stati Uniti per quanto riguarda le notizie sul baseball, tanto da essere definito la "Bibbia del baseball".  Dal 2013 è di proprietà della Sporting News Media (DAZN Group).
Dopo 122 anni di pubblicazione come settimanale, la rivista è passata per alcuni anni a dei piani editoriali differenti (prima bisettimanale e poi mensile), prima di annunciare la cessazione della pubblicazione cartacea nel 2012 per essere presente solo in formato digitale a partire dal gennaio 2013.

## Storia
La rivista è stata fondata da Alfred H. Spink, direttore dei St. Louis Cardinals. I numeri della rivista ai tempi della fondazione erano composti da otto pagine e da un formato di 22 x 17 pollici.
Dopo l'arrivo del figlio J. G. Taylor Spink alla guida del giornale, questo ha cominciato a dedicarsi non solo al baseball, ma anche agli altri sport statunitensi (hockey, basket, calcio).
Nel 1962 J. G. Taylor Spink è deceduto ma il giornale è rimasto di proprietà della famiglia fino alla metà degli anni '80, quando venne venduto al Times Mirror. Con l'avvento dei media sportivi nazionali come USA Today e ESPN, TSN ha perso quella sorta di gestione unica del circuito di notizie. Si è quindi evoluto in una forma nuova di giornale, con contenuti extra rispetto a quelli da rivista sportiva tradizionale.
Nel 2000 è stato acquistato dalla Vulcan Inc. nella persona di Paul Allen. Al contempo è stato avviato anche un canale radiofonico chiamato Sporting News Radio (dal 2011 Yahoo! Sport Radio).
Nel 2006 la testata è stata acquistata dalla Advance Publications.
Nel 2007 è stato stampato l'ultimo Baseball Record Book, l'almanacco del baseball distribuito annualmente dal 1940. Nel 2008 TSN è diventato un bisettimanale.
Alla fine del 2012 Sporting News cessò la sua edizione cartacea dopo 126 anni.

## Sportsman of the Yeare altri premi
Dal 1968 al 2008 la rivista ha selezionato uno o più sportivi definendoli "sportivo dell'anno", assegnando loro il premio Sportsman of the Year. In quattro occasioni il premio è stato condiviso da due persone. Nel 1999 il premio è andato ad una squadra,mentre nel 1987 non è stato assegnato.
Nel corso degli anni vennero stabiliti altri premi specifici per ciascuno sport: baseball, basket (tra cui Sporting News Player of the Year) e hockey.